# জ
Cette page contient des caractères spéciaux ou non latins. S’ils s’affichent mal (▯, ?, etc.), consultez la page d’aide Unicode.
জ, appelé borgio jô et transcrit j, est une consonne de l’alphasyllabaire bengali.

## Représentations informatiques
Ses caractères Unicode sont :
| formes | représentations | chaînes de caractères | points de code | descriptions                               |
| ------ | --------------- | --------------------- | -------------- | ------------------------------------------ |
| pleine | জ               | জ                     | U+099C         | lettre bengali dja                         |
| morte  | জ্               | জ◌্                    | U+099C U+09CD  | lettre bengali dja, symbole bengali virama |